# QFX (группа)
QFX — шотландская техно-группа, образованная в 1992 году.

## История и карьера
Группа QFX была сформирована в декабре 1992 года и выпустила свой первый альбом под названием Freedom. Состав группы включал таких участников, как Кирк Тернбулл (Kirk Turnbull), Хизер Аллан Финни (Heather Allan Finni), Дебби Хэслэм Дункан (Debbie Haslam Duncan), Пол Гифф (Paul Giff') и Дэвид Гунери (David Guneri).
Группа выпустила свой первый альбом "Freedom", который достиг 5-го места в британском инди-чарте. 
С тех пор группа выпустила семь альбомов и имела 8 синглов в топ-40 Великобритании. Они также делали ремиксы на песни других артистов. 
В 2015 году QFX отметили 30-летие со дня образования и до сих пор активно выступают по музыкальным фестивалям. 
В 2013 году они запустили шоу "Dance Anthems" и выпустили альбом с тем же названием.
QFX продолжала выступать и записывать музыку вплоть до настоящего времени[когда?].

## Дискография

### Альбомы
- Freedom: The Album (1995)[3]. Пиковая позиция в британских чартах — 96 место[4]
- Alien Child (1997)[3]. Пиковая позиция в британских чартах — 62 место[4]
- Voyage (1998)[3]
- High on Life (1999)[3]
- Freedom 2002 (2002)[3]
- The Anthems 1995—2010 (2010)[5]
- Dance Anthems (2014)